# Татарські Юнки
Тата́рські Ю́нки (рос. Татарские Юнки, ерз. Печкасонь Ювня) — село у складі Торбеєвського району Мордовії, Росія. Входить до складу Жуковського сільського поселення.
Населення — 386 осіб (2010; 406 у 2002).
Національний склад станом на 2002 рік:
- татари — 91 %